# Gandhinagar
Gandhinagar (hindi गाँधीनगर, trb.: Gandhinagar, trl.: Gāṁdhīnagar; gudźarati ગાંધીનગર; ang. Gandhinagar) – miasto w Indiach, stolica stanu Gudźarat. Jest jedną z czterech, obok Nowego Delhi, Bhubaneswaru i Czandigarhu, zaprojektowanych od podstaw indyjskich stolic. Miasto położone jest na przedmieściach Ahmadabadu, nad rzeką Sabarmati, na wysokości ok. 80 m n.p.m. i zajmuje obszar 205 km². Zamieszkane jest przez 196 000 osób (dane ze spisu powszechnego w 2001).